# British Home Championship 1899
British Home Championship 1899 – szesnasta edycja turnieju piłki nożnej między reprezentacjami z Wielkiej Brytanii. Tytułu z powodzeniem broniła Anglia.

## Turniej
| 18 lutego 1899 | Anglia · Frank Forman 15' · Fred Forman 20' 52' · Athersmith 25' · Smith 32' 59' 60' 63' · Bloomer 40' 89' · Settle 53' 55' 80' | 13 : 2(5 : 1)Raport | Irlandia · McAllen k' · Campbell 88' | Roker Park, Sunderland Widzów: 13 000 Sędzia: Allen Hamilton |
|                | |                     |                                      |                                                              |

| 4 marca 1899 | Irlandia · Meldon | 1 : 0 | Walia | Grosvenor Park, Belfast |
|              |                   |       |       |                         |

| 18 marca 1899 | Walia | 0 : 6 | Szkocja · McColl · Campbell · Marshall | Racecourse Ground, Wrexham |
|               |       |       |                                        |                            |

| 20 marca 1899 | Anglia · Needham 30' · Bloomer 44' 86' · Fred Forman 60' | 4 : 0(2 : 0)Raport | Walia | Ashton Gate, Bristol Widzów: 10 000 Sędzia: Thomas Robertson |
|               |                                                          |                    |       |                                                              |

| 25 marca 1899 | Szkocja · McColl · Campbell · Hamilton · Christie · Bell | 9 : 1 | Irlandia · Goodall | Celtic Park, Glasgow |
|               |                                                          |       |                    |                      |

| 8 kwietnia 1899 | Anglia · Smith 25' · Settle 40' | 2 : 1(2 : 0)Raport | Szkocja · Hamilton 52' | Villa Park, Birmingham Widzów: 25 590 Sędzia: James Torrans |
|                 |                                 |                    |                        |                                                             |

## Tabela
| Msc. | Zespół   | M | W | R | P | Pkt+ | Pkt- | Pkt |
| ---- | -------- | - | - | - | - | ---- | ---- | --- |
| 1    | Anglia   | 3 | 3 | 0 | 0 | 19   | 3    | 6   |
| 2    | Szkocja  | 3 | 2 | 0 | 1 | 16   | 3    | 4   |
| 3    | Irlandia | 3 | 1 | 0 | 2 | 4    | 22   | 2   |
| 4    | Walia    | 3 | 0 | 0 | 3 | 0    | 11   | 0   |

## Strzelcy
6 goli
- Bob McColl

5 goli
- Gilbert Smith

4 gole
- Steve Bloomer
- Jimmy Settle
- John Campbell

3 gole
- Fred Forman

2 gole
- Bob Hamilton

1 gol
- Frank Forman
- Charlie Athersmith
- Joe McAllen
- James Campbell
- J. Meldon
- Henry Marshall
- Ernest Needham
- Alexander Christie
- Jack Bell
- Archie Goodall